# Bactris caudata
Bactris caudata é uma espécie de palmeira pertencente à família Arecaceae. É originária da América Central onde se distribui por Costa Rica, Nicarágua e Panamá.

## Sinonímia
- Bactris dasychaeta Burret, Repert. Spec. Nov. Regni Veg. 34: 215 (1934).[1]